# Glebe Place
Glebe Place est une rue établie dans le quartier londonien  de Chelsea, (Angleterre).

## Tracé
L'artère s'étire approximativement du nord au sud, venant de King's Road jusqu'au carrefour avec Upper Cheyne Row, où elle devient Cheyne Row (en), menant à Cheyne Walk et à la Tamise. Elle a également une jonction avec Bramerton Street (en).

## Histoire
La rue était connue sous le nom de Cook's Ground pendant une certaine période jusqu'au milieu du XIXe siècle.

## Bâtiments remarquables
- Glebe House, avec une façade géorgienne, mais entièrement reconstruite à l'intérieur, contient treize œuvres d'art commandées à l'artiste géorgienne Tamara Kvesitadze[2].
- West House (en), située au 35 Glebe Place, construite en 1868-1869 par l'architecte Philip Webb, pour le compte de l'artiste George Price Boyce.

## Résidents notables
Plusieurs artistes ont eu des studios dans la rue, dont les artistes peintres Augustus John et Winifred Nicholson (en).
D'autres personnalités ont également vécu dans cette rue : 
- No 1 : Francis Bacon, artiste peintre
- No 3 : David Jones, artiste et poète
- No 10 : 
  - Dora Meeson (également au No 52)
  - George James Coates (également au No 52)
- No 12 : Paul Robeson
- No 19 : 
  - Vera Brittain avec son amie Phyllis Bentley en 1935
  - Winifred Holtby
  - Shirley Williams, baronne Williams
- No 25 : 
  - Constant Lambert
  - George Washington Lambert
- No 27, Fontana Studio :   
  - Alfred Egerton Cooper (en)
  - Francis Derwent Wood
- No 30 : R.O. Morris
- No 35, West House (en), Chelsea : 
  - George Price Boyce
  - James Guthrie
  - Edward Arthur Walton
- No 39, Key House : Maxwell Armfield
- No 44 : Charles Conder
- No 45, Cedar Studios : John Galsworthy
- No 49 : Charles Rennie Mackintosh
- No 52 : 
  - Glyn Philpot
  - Ernest Shepard
- No 53 Glebe Studios : 
  - Walter Sickert (avant 1894)
  - Sir William Rothenstein (1890-1901)
- No 55, Glebe Studios : Sir Sidney Nolan, peintre moderniste australien
- No 61 : Frederick Henry Townsend
- No 64 : Sir Alfred Munnings
- No 70 : Mervyn Peake